# Lynsey Addario
 (mars 2022).
Si vous disposez d'ouvrages ou d'articles de référence ou si vous connaissez des sites web de qualité traitant du thème abordé ici, merci de compléter l'article en donnant les références utiles à sa vérifiabilité et en les liant à la section « Notes et références ».
Lynsey Addario est une photographe de guerre américaine, née le 13 novembre 1973 à Norwalk (Connecticut).

## Biographie
Lynsey Addario est la fille de Camille et Philipp Addario, coiffeurs d'origine italienne, installés  à Westport dans le Connecticut. Ses parents se séparent en 1982, son père partant vivre avec Bruce, un ami de la famille.
Son père lui offre son premier appareil de photographie en 1986, un Nikon FG. Elle apprend seule les bases de la photographie dans un vieux manuel. Trop timide pour photographier les gens, elle prend les fleurs, les cimetières, les paysages pour sujet, puis elle se forme au travail de laboratoire par une amie de sa mère, photographe professionnelle.
Elle passe un an à Bologne en Italie pour apprendre l'économie et les sciences politiques. Puis pendant ses vacances, elle sillonne l'Europe sac au dos en compagnie d'autres étudiants.
De retour à New York avec son diplôme en poche, Lynsey Addario enchaîne les petits boulots le soir pour financer un stage chez un photographe de mode. Mais ce genre de photographie ne lui convient pas. Avec ses économies elle part pour Buenos Aires, apprend l'espagnol et part découvrir l'Amérique du Sud. Pour subsister elle enseigne l'anglais chez Andersen Consulting. Elle réalise un portrait de Madona qui sera publié à la une de Buenos Aires Herald qui l'embauche. Elle décide de se consacrer au photojournalisme et à la photographie documentaire après avoir vu une exposition de Sebastião Salgado. Bebeto Matthews, photojournaliste devient alors son mentor.
Elle rejoint l'Associated Press en 1996.
Victime d'un premier enlèvement en 2004 à Falloujah (Irak), elle pense pour la première fois qu'elle va mourir. En mai 2009, elle est victime d'un grave accident de voiture au Pakistan ce qui lui vaut d'avoir une plaque en titane à l'épaule. Le 4 juillet 2009, elle épouse, dans le sud de la France, Paul de Bendern, journaliste pour l'agence Reuters, et donnera naissance à Lukas Simon le 28 décembre 2011. Le 16 mars 2011, elle est enlevée en Libye par les troupes de Kadhafi, trois semaines après l’insurrection populaire, en même temps que ses confrères Tyler Hicks, Anthony Shadid et Stephen Farrell. Ils sont libérés quelques jours plus tard après avoir subi des sévices.
Lynsey Addario travaille pour New York Post, New York Times, New York Daily News, Buenos Aires Herald, Boston Globe, Houston Chronicle, Christian Science Monitor, National Geographic et Harper's Magazine, Paris Match.

## Publication
- Tel est mon métier, mémoires d'une photographe de guerre au XXIe siècle, Éditions Fayard, 2016, 332 p., traduit de l'anglais (États-Unis) par Karine Lalechère du livre : It's what I do, a Photographer's Life of Love and War, édité par Penguin Press, maison du groupe Penguin Random House, Lukas Inc., 2015  (ISBN 9782213700670).

## Prix et récompenses
Liste non exhaustive
- 1995 : BA de l'Université du Wisconsin à Madison.
- 2002 : Infinity Award du International Center of Photography.
- 2008 : Getty Images Grant pour la photographie éditoriale pour son travail au Darfour.
- 2009 : prix MacArthur.
- 2009 : prix Pulitzer avec une équipe du New York Times pour Reporting International, dont une partie était pour son travail dans le Waziristan[4].
- 2022 : 32nd annual Masters Series award, School of Visual Arts in New York City[5]

## Expositions
Liste non exhaustive
- Perpignan : Visa pour l'image, du 29 août au 13 septembre 2015, Les réfugiés syriens au Moyen-Orient.
- Perpignan : Visa pour l'image, du 31 août au 15 septembre 2019, Mortalité maternelle.
- School of Visual Arts in New York City, septembre 2022[5]

## Collections
- New-York Historical Society.
- Musée juif de Berlin.
- Musée des beaux-arts de Montréal.
- Musée Field de Chicago.

## Réception critique
- « Des Mémoires qui témoignent d'un courage hors du commun » - Washington Post[réf. nécessaire]
- « Derrière l'objectif, Lynsey Addario est une artiste de l'empathie, le témoin non pas de grandes idées sur le sacrifice et la souffrance, mais sur la nature humaine, et la vie. » - Boston Globe[réf. nécessaire]
- « Les Mémoires d'une jeune femme douée d'une profonde empathie, qui fait sa vocation de la compréhension intime du monde qui l'entoure. » - Los Angeles Times[réf. nécessaire]